# Paphiopedilum vejvarutianum
Paphiopedilum vejvarutianum là một loài thực vật có hoa trong họ Lan. Loài này được O.Gruss & Roellke mô tả khoa học đầu tiên năm 2003.